# Literaturtourismus

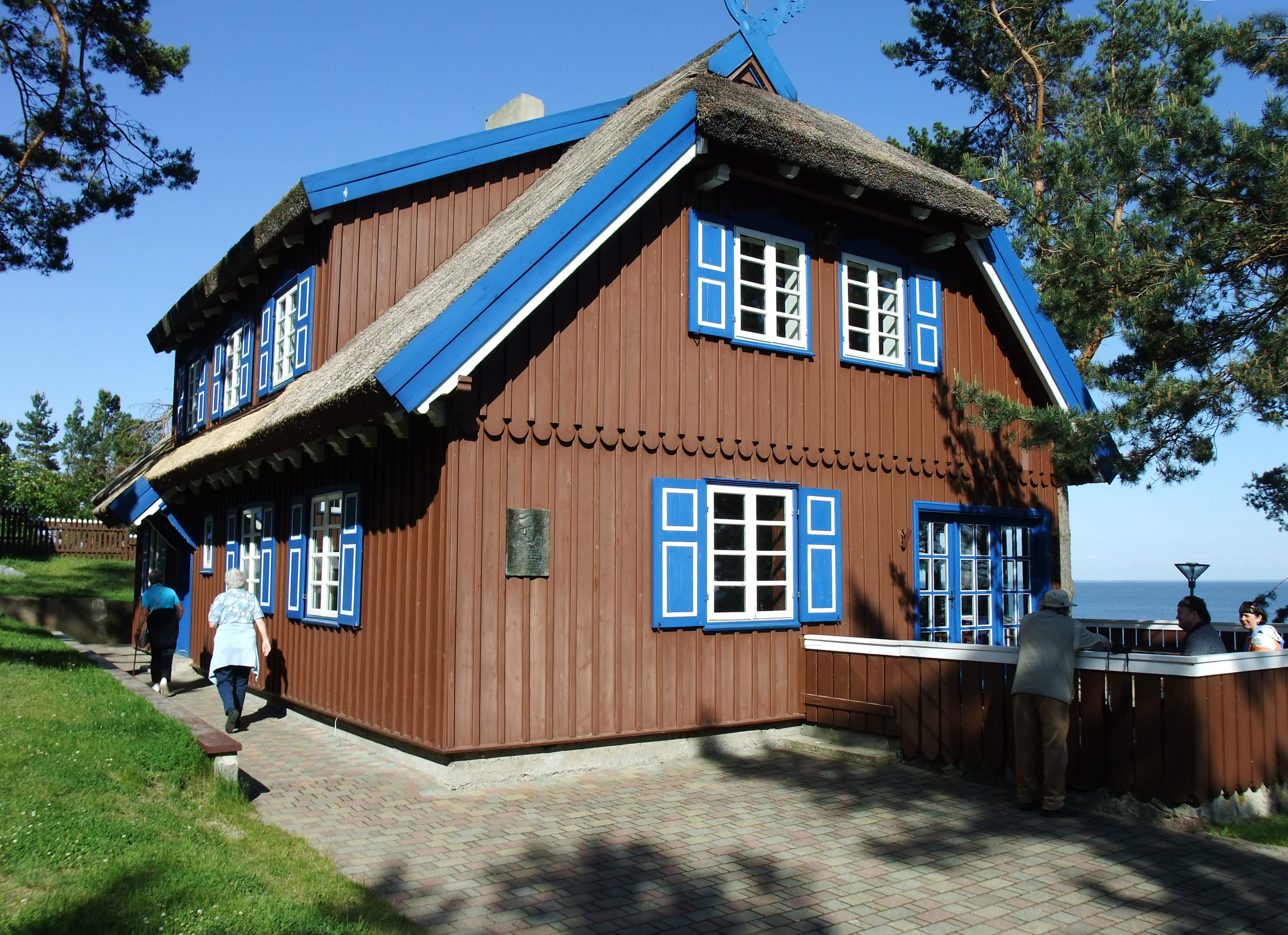
Ein Ziel des Literaturtourismus': Das ehemalige Ferienhaus von Thomas Mann in Nida, Litauen

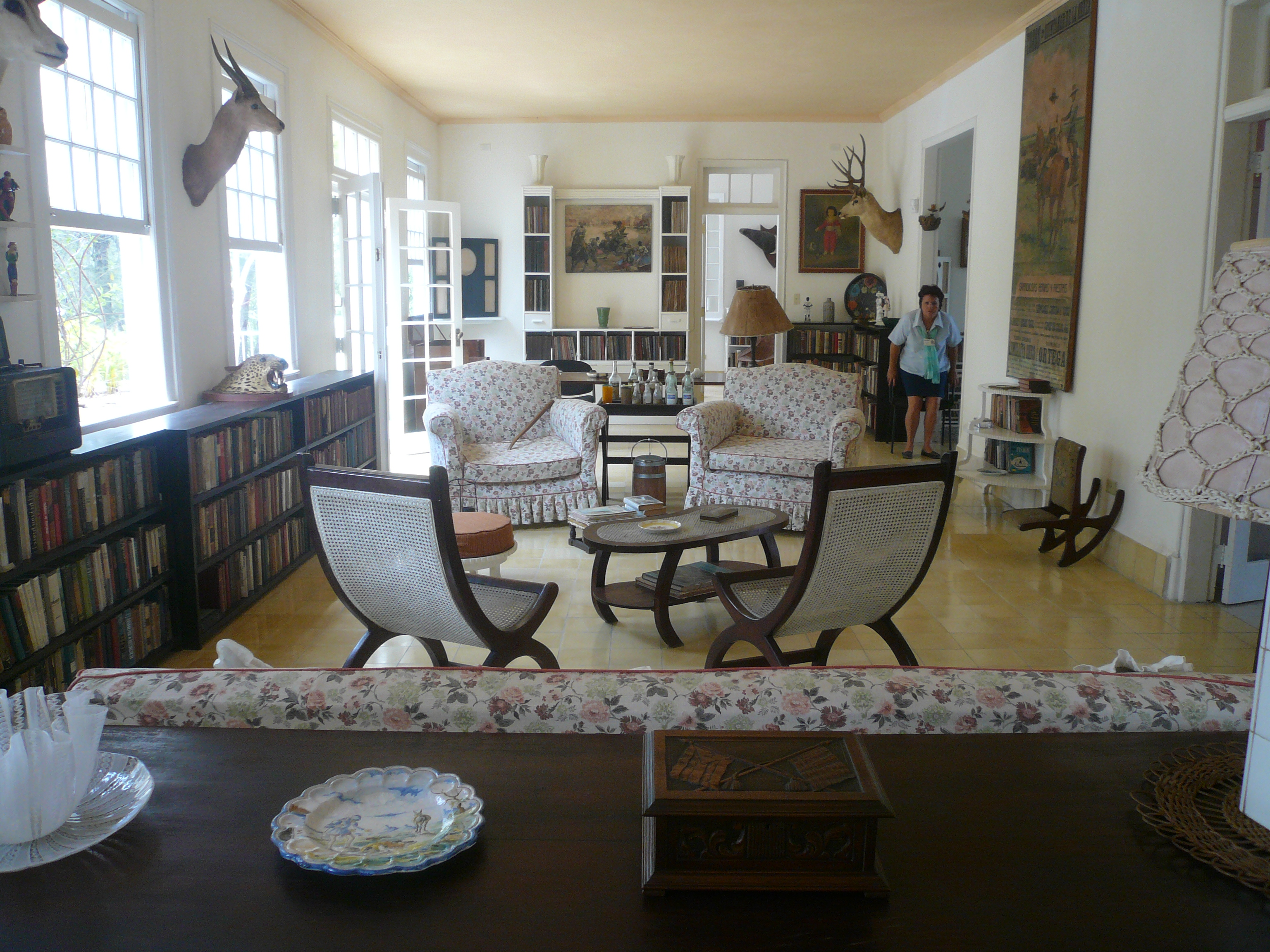
Hemingways Finca auf Kuba

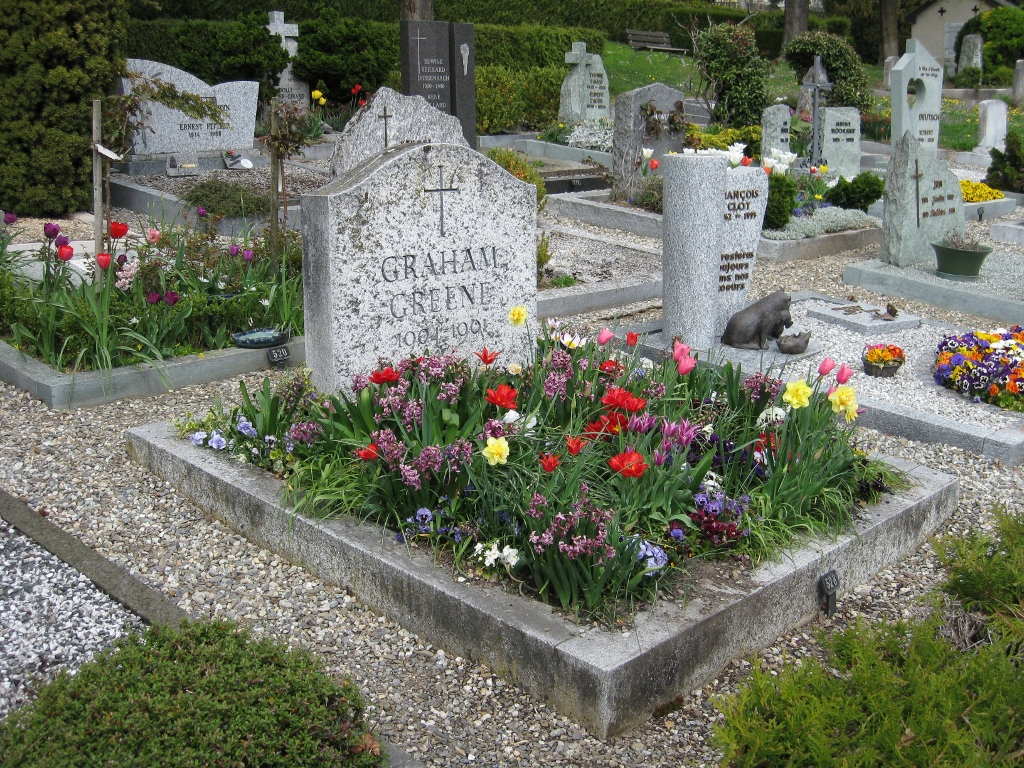
Graham Greenes Grab im Schweizer Corseaux

Literaturtourismus oder Literarischer Tourismus ist eine Form des Bildungs- oder Kulturtourismus, bei der die Studienreisenden oder Ausflügler den Spuren bedeutender Schriftsteller folgen.
Mitunter wird Literaturtourismus auch als „Literatourismus“ bezeichnet. Dieses Kofferwort ist eine Verschmelzung der Wörter „Literatur“ und „Tourismus“.

## Zielorte
Beim Literaturtourismus suchen Touristen („Literatouristen“) Orte und Stätten auf, die mit dem Leben und Werk eines Schriftstellers oder einer Schriftsteller-Gruppe in Verbindung stehen.
Bei den Örtlichkeiten handelt es sich meist um
- Geburts-, Wohn-, Ferien- oder Sterbehäuser und Gräber von Schriftstellern,
- Schulen und andere Ausbildungsstätten, die von Schriftstellern besucht wurden,
- Reise- und Wanderrouten von Schriftstellern,
- reale Schauplätze von Begebenheiten in den Werken der Schriftsteller[A 1],
- Stellen, die Schriftsteller nachweislich oder mutmaßlich zu fiktiven Örtlichkeiten in ihren Werken angeregt haben[A 2], oder
- Räumlichkeiten, in denen sich eine literarische Gruppe gegründet, getroffen oder aufgelöst hat[A 3].

In den genannten Gebäuden oder deren Umgebung sind oft Erinnerungsstätten (z. B. Literaturmuseen, literarische Gedenkzimmer) eingerichtet, die als Anlaufpunkte des Literaturtourismus dienen (z. B. Goethehäuser, Schillerhäuser).
Eine wichtige Rolle als Orientierungspunkte im Literaturtourismus spielen Gedenktafeln an Gebäuden, in denen Schriftsteller gelebt oder gewirkt haben.

## Motive und Auswirkungen
Touristen suchen solche Örtlichkeiten auf, um durch persönliche Anschauung eine bessere Vorstellung vom Leben eines Schriftstellers bzw. ein tieferes Verständnis für dessen Werk zu gewinnen.
Mitunter löst der Besuch einer solchen Stätte bei der Vorbereitung oder in der Folgezeit eine vermehrte Lektüre von Werken bzw. eine intensivere Auseinandersetzung mit dem Leben und Schaffen des Schriftstellers aus.

## Besondere Erscheinungsformen
In Orten oder Gegenden, die eine Häufung literaturgeschichtlich bedeutsamer Stätten aufweisen, arbeiten Tourismusorganisationen oft „literarische Spaziergänge“, „Dichter-Spaziergänge“ oder „literarische Wanderwege“ („Literatouren“) aus, die Interessenten zu diesen Stätten führen sollen (z. B. Goethe(wander)weg, Schillerroute). Die Routenvorschläge haben die Aufgabe, interessierten Personen das literarische Erbe der Gegend näherzubringen und sie zu einem (evtl. erneuten) Besuch bzw. längeren Verbleib in der Gegend zu veranlassen.
Die größten literarischen Tourismusrouten Deutschlands sind die Deutsche Märchenstraße, der Rheinische Sagenweg, die Schwäbische Dichterstraße, die Siegfriedstraße und die Nibelungenstraße. Derzeit im Aufbau begriffen ist die Europäische Goethe-Straße.
Zur besseren Orientierung in literaturgeschichtlich bedeutsamen Gegenden sind im Buchhandel zahlreiche literarische Reiseführer erhältlich. Einige Tourismusbüros bieten auch „Literaten-Stadtpläne“ an.

## Wirtschaftliche Bedeutung
Nicht zuletzt durch die Ausarbeitung der literarischen Spaziergänge, Wanderwege und Routen hat sich der Literaturtourismus zu einem eigenständigen Wirtschaftsfaktor und Motor des Tourismus entwickelt.
Die wichtigsten Träger, Förderer und Profiteure des Literaturtourismus sind:
- Autoren und Verlage von literarischen Reiseführern;
- Verlage, die die Werke der betreffenden Schriftsteller verlegen (über die Tantiemen teilweise auch die Schriftsteller selbst bzw. deren Erben);
- Museen und Gedenkstätten sowie deren Fördervereine;
- Reiseveranstalter, Reisebüros und Verkehrsunternehmen/-betriebe;
- Unternehmen des Hotel- und Gastgewerbes;
- die Andenkenindustrie;
- Unternehmen der Werbewirtschaft;
- Gemeinden.

## Abgrenzung
Für den Literaturtourismus eher unbedeutend sind Literaten- oder Dichterdenkmäler.
Nicht zum Literaturtourismus zählen Straßen, Plätze und Parks sowie öffentliche und wissenschaftliche Einrichtungen, die nach einem Schriftsteller nur deshalb benannt sind, um die Erinnerung an ihn in der Öffentlichkeit lebendig zu halten.